# Bradford Dillman
Bradford Dillman est un acteur américain né le 14 avril 1930 à San Francisco et mort le 16 janvier 2018 à Santa Barbara.

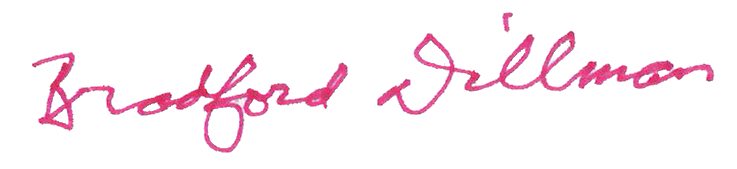
Signature de Bradford Dillman

## Biographie
Bradford Dillman part jeune de Californie pour le Connecticut et se découvre à l'école une passion pour le théâtre. Diplômé de l'université Yale en 1951 avec un Bachelor of Arts en littérature anglaise, il intègre le Corps des Marines des États-Unis et termine avec le grade de premier-lieutenant en 1953.
Démobilisé, il entre à l'Actors Studio puis fait ses débuts d'acteur à Broadway dans L'épouvantail en 1953 et surtout Le Long Voyage vers la nuit en 1956 qui est un véritable succès avec 390 représentations jusqu'en 1958 ; Bradford Dillman et Jason Robards Jr. sont même récompensés d'un Theatre World Awards chacun.
Dillman tourne son premier film en 1958 aux côtés de Joan Fontaine et Rossano Brazzi, Un certain sourire, film de Jean Negulesco adapté du roman de Françoise Sagan, et décroche un Golden Globe. Il enchaîne dans deux productions de la 20th Century Fox : Le Temps de la peur (1958) et Le Génie du mal (1959), un thriller dans le Chicago des années 1920 qui lui fait remporter avec Dean Stockwell et Orson Welles le prix d'interprétation masculine du Festival de Cannes. En revanche, Drame dans un miroir (1960) de Richard Fleisher constitue son premier échec car le film est boudé par le public. Il tourne Sanctuaire l'année suivante avec Yves Montand et Lee Remick qui reçoit un meilleur accueil, mais Dillman cherche davantage l'éclectisme que la renommée et rompt son contrat avec la Fox afin de se concentrer sur des productions télévisées. Ainsi, il tourne dans de nombreuses séries comme Suspicion (créée par Alfred Hitchcock), L'Homme de fer, Les Régles du Jeu, Columbo, Les Mystères de l'Ouest, La Grande Caravane, Le Plus Grand Chapiteau du monde, Mission: Impossible, Des agents très spéciaux, La Grande Vallée ou encore Shane (série inédite en France). Il y apparaît en Guest-star aux côtés de vedettes du petit écran telles que David Carradine, Raymond Burr, Robert Stack, Peter Falk, Robert Conrad, Robert Vaughn, David McCallum et Lee Majors entre autres. Parallèlement, il ne joue que dans peu de films dont Le Pont de Remagen (1969) où il tient l'un des rôles principaux. À partir de 1969, Dillman s'oriente vers des téléfilms où il obtient des rôles plus importants que ceux qu'il interprétait jusqu'à présent dans les séries TV : Fear No Evil (1969), Le Loup de la nuit (1972), Deliver Us from Evil (1973), The Disappearance of Flight 412 (1974) et The Hostage Heart (1977). Tous ces personnages qu'incarne Dillman vont du plus charmant au plus trouble ou antipathique et lui permettent d'étoffer sa palette d'acteur.
Les années 1970 s'avèrent être importantes dans sa carrière car il tourne à partir de 1973 pas moins de seize films jusqu'en 1979. Il s'agit souvent de films de science-fiction, d'horreur (Un fiocco nero per Deborah en 1974, Les Insectes de feu en 1975, Piranha et L'Inévitable Catastrophe en 1979) ou d'action (Refroidi à 99% en 1974, One Away en 1976, De la neige sur les tulipes en 1977, Avec les compliments de Charlie en 1979) car Dillman est attiré par tous les styles cinématographiques. il participe également à des films à succès critique ou commercial comme le drame Nos plus belles années (1973) de Sydney Pollack ou le thriller Gold (1974) de Peter Hunt.
Dillman participe le temps de un voire deux épisodes à deux sagas devenues cultes :
- d'une part celle de La Planète des singes ; dans le troisième volet Les Évadés de la planète des singes (1971), il tient le rôle du bienveillant Docteur Lewis Dixon.
- d'autre part celle de L'Inspecteur Harry ; dans le troisième « épisode », L'inspecteur ne renonce jamais (1976), Dillman incarne Jerome McKay, le supérieur imbuvable de Harry Callahan ; les fans de la saga de l'Inspecteur Harry se souviennent encore de ce rond de cuir suffisant et incompétent sur lequel Clint Eastwood lance quelques-unes des plus fameuses répliques du film. Il tiendra à nouveau de façon plus anecdotique un rôle similaire dans le quatrième volet Le retour de l'inspecteur Harry en 1983.

Les années 1980 sont plus discrètes, avec une participation de Dillman à des films et téléfilms anecdotiques et peu nombreux. Il arrête définitivement sa carrière d'acteur en 1989 (à l'exception d'un téléfilm en 1993 et d'un épisode de la série Arabesque en 1995) afin de se consacrer à l'écriture. Fan de football américain, plus particulièrement des New York Giants, il consacre à son équipe favorite un livre en 1995 : Inside the New York Giants. En 1997, il publie son autobiographie, Are You Anybody?: An Actor's Life.
Dillman se maria deux fois. Une première fois avec Frieda Harding en 1956 avec qui il eut deux enfants. En 1962 le couple divorce et Dillman épouse l'année suivante en secondes noces Suzy Parker, une actrice et mannequin sœur du célèbre modèle Dorian Leigh, qu'il avait rencontré sur le tournage du film A Circle of Deception en 1960. Ensemble, ils auront trois enfants. Devenu veuf en 2003, Dillman ne se remariera pas.

## Décès
Il meurt à Santa Barbara en Californie le 16 janvier 2018, à l'âge de 87 ans, à la suite de complications dues à une pneumonie.

## Filmographie
- 1958 : Un certain sourire (A Certain Smile) : Bertrand
- 1958 : Le Temps de la peur (In Love and War) : Alan Newcombe
- 1959 : Le Génie du mal (Compulsion) de Richard Fleischer : Arthur Straus
- 1960 : Drame dans un miroir (Crack in the Mirror) : Larnier / Claude
- 1960 : A Circle of Deception : Paul Raine
- 1961 : Sanctuaire (Sanctuary) : Gowan
- 1961 : François d'Assise (Francis of Assisi) : François d'Assise
- 1963 : Monstrosity : le narrateur
- 1965 : Court Martial (série télévisée) : Capitaine David Young
- 1965 : À corps perdu (A Rage to Live) : Sidney Tate
- 1966 : Les Fusils du Far West (The Plainsman) de David Lowell Rich : Lieutenant Stiles
- 1967 : Les Mystères de l'Ouest (The Wild Wild West), (série télévisée) - Saison 3 épisode 11, La Nuit du Vengeur (The Night of the Cut-throats), de Alan Crosland Jr. : Mike Trayne
- 1968 : Mission Impossible, (série télévisée) - Saison 2 épisode 25 (l'Accident)
- 1968 : Sergeant Ryker : Capitaine David Young
- 1968 : Les Complices (Jigsaw) de James Goldstone' : Jonathan Fields
- 1969 : Le Miroir de la mort (Fear No Evil) (TV) : Paul Varney
- 1969 : Le Pont de Remagen (The Bridge at Remagen) : Major Barnes
- 1970 : Black Water Gold (TV) : Lyle Fawcett
- 1970 : Trois Réservistes en java (Suppose They Gave a War and Nobody Came?), d'Hy Averback : Capitaine Myerson
- 1971 : Longstreet (TV) : Duke Paige
- 1971 : Brother John : Lloyd Thomas
- 1971 : Satan, mon amour (The Mephisto Waltz) de Paul Wendkos : Bill Delancey
- 1971 : Les Évadés de la planète des singes (Escape from the Planet of the Apes) : Dr Lewis Dixon
- 1971 : Five Desperate Women (TV) : Jim Meeker
- 1971 : Revenge (TV) : Frank Klaner
- 1971 : The Resurrection of Zachary Wheeler : Sénateur Clayton Zachary Wheeler
- 1971 : Le Virginien (TV) saison 9 épisode 17 (The Legacy of Spencer Flats) : Deke Slaughter
- 1972 : The Eyes of Charles Sand (TV) : Jeffrey Winslow
- 1972 : The Delphi Bureau (en) (TV) : Randy Jamison
- 1972 : Le Loup de la nuit (Moon of the Wolf) (TV) : Andrew Rodanthe
- 1972 : Columbo : Dites-le avec des fleurs (The Greenhouse Jungle) (série télévisée) : Tony Goodland
- 1973 : La Dernière rançon (Deliver Us from Evil) (TV) : Steven Dennis
- 1973 : Nos plus belles années (The Way We Were) : J. J.
- 1973 : The Iceman Cometh de John Frankenheimer : Willie Oban
- 1974 : Un fiocco nero per Deborah : Michel Lagrange
- 1974 : Murder or Mercy (TV) : Sam Champion
- 1974 : Last Bride of Salem (TV) : Matt Clifton
- 1974 : Chosen Survivors : Peter Macomber
- 1974 : Refroidi à 99% (99 and 44/100 % Dead), de John Frankenheimer : Big Eddie
- 1974 : Gold : Manfred Steyner
- 1974 : The Disappearance of Flight 412 (TV) : Major Mike Dunning
- 1975 : Demon, Demon (TV)
- 1975 : Terreur sur le Queen Mary (Adventures of the Queen) (TV) : Martin Reed
- 1975 : Force Five (TV) : Michael Dominick
- 1975 : Les Insectes de feu (Bug) : Professeur James Parmiter
- 1976 : One Away
- 1976 : Mastermind d'Alex March : Jabez Link
- 1976 : Widow (TV) : Richard
- 1976 : Street Killing (TV) : Howard Bronstein
- 1976 : Kingston (TV) : Avery Stanton
- 1976 : L'inspecteur ne renonce jamais (The Enforcer) : Capitaine McKay
- 1977 : The Hostage Heart (en) (TV) : Dr Eric Lake
- 1977 : The Lincoln Conspiracy (en) : John Wilkes Booth
- 1977 : De la neige sur les tulipes (The Amsterdam Kill) : Odums
- 1978 : The Dark Secret of Harvest Home (feuilleton TV)
- 1978 : L'Inévitable Catastrophe (The Swarm) : Major Baker
- 1978 : Piranhas (Piranha) : Paul Grogan
- 1979 : Jennifer: A Woman's Story (TV) : Donald Prince
- 1979 : Avec les compliments de Charlie (Love and Bullets) : Brickman
- 1979 : Guyana, la secte de l'enfer (Guyana: Crime of the Century) : Docteur Gary Shaw
- 1979 : Before and After (TV) : Jack Matthews
- 1979 : L'incroyable Hulk (The Incredible Hulk) (série télévisée), saison 3, épisode 9 : "Le Piège" (The Snare) : Michael Sutton
- 1980 : Les Marais de la mort (Running Scared) : Arthur Jaeger
- 1980 : Les Diamants de l'oubli (The Memory of Eva Ryker) (TV) : Jason Eddington
- 1980 : Tourist (TV) : Harry Flemington
- 1982 : The Legend of Walks Far Woman (TV) : Singer
- 1981 : Falcon Crest ("Falcon Crest") (série télévisée) : Darryl Clayton (1982-1983)
- 1982 : King's Crossing (en) (série télévisée) : Paul Hollister (1982)
- 1983 : Le Retour de l'inspecteur Harry (Sudden Impact) : Capitaine Briggs
- 1984 : Hot Pursuit (TV) : Victor Modrian
- 1985 : Les Diamants de l'Amazone (The Treasure of the Amazon) : Clark
- 1985 : Covenant (TV) : Eric Noble
- 1985-1995 : Arabesque (Murder, She Wrote) : rôles divers (8 épisodes)
- 1986 : Man Outside : Frank Simmons
- 1989 : Les Seigneurs des abîmes (Lords of the Deep) : Dobler
- 1989 : Heroes Stand Alone : Walt Simmons
- 1993 : The Heart of Justice (TV) : Mr. Burgess

## Récompenses et nominations

### Récompenses
1956–57: Theatre World Awards pour Le Long Voyage vers la nuit (primé avec Jason Robards Jr.)
1958 : Golden Globe du meilleur nouvel acteur prometteur pour Un certain sourire (A Certain Smile) de Jean Negulesco
1959 : Prix d'interprétation masculine du Festival de Cannes pour  Le Génie du mal (Compulsion) de Richard Fleischer (primé avec Dean Stockwell et Orson Welles)

## Anecdote
Bradford Dillman est affecté d'hétérochromie.
Bradford Dillman était son véritable nom et non un pseudonyme. L'acteur ne voulut jamais en changer, étant fier d'avoir un nom à la fois "distingué, contrefait et théâtral" selon ses dires.

## Voix françaises
| - Philippe Ogouz (*1939 - 2019) dans : - L'Inspecteur ne renonce jamais - De la neige sur les tulipes - L'Inévitable catastrophe - Le Retour de l'inspecteur Harry - Jacques Thébault (*1924 - 2015) dans : - Espions en hélicoptère - Les Évadés de la planète des singes - Satan, mon amour - Bernard Murat dans : - Columbo : Dites-le avec des fleurs (téléfilm) - Guyana; la secte de l'enfer - Les Seigneurs des abîmes - Michel Roux (*1929 - 2007) dans : - Le Génie du mal - François d'Assise - Bernard Tiphaine (*1938 - 2021) dans : - Le Loup de la nuit - Arabesque (série télévisée - épisode 4 x 8) | - Roland Ménard (*1923 - 2016) dans : - Nos plus belles années - Gold - Serge Lhorca (*1918 - 2012) dans : - Refroidi à 99% - Piranhas et aussi - René Bériard (*1917 - 1998) dans Les Fusils du Far West - Bernard Woringer (*1931 - 2014) dans Le Pont de Remagen - Claude Giraud (*1936 - 2020) dans Les Insectes de feu - Roger Rudel (*1921 - 2008) dans Avec les compliments de Charlie - Pierre Hatet (*1930 - 2019) dans Les Diamants de l'oubli (téléfilm) - Jean-Claude Robbe dans Falcon Crest (série télévisée) - Jean Barney dans Arabesque (série télévisée - épisode 1 x 12) - Érik Colin (*1947 - 2013) dans Arabesque (série télévisée - épisode 3 x 16) - Gérard Dessalles dans Arabesque (série télévisée - épisode 7 x 4) - Pierre Fromont (*1925 - 2015) dans Arabesque (série télévisée - épisode 8 x 3) - Patrick Laval dans Arabesque (série télévisée - épisode 9 x 11) - Michel Paulin dans Arabesque (série télévisée - épisode 10 x 21) - François Jaubert (*? - 2017) dans Arabesque (série télévisée - épisode 11 x 15) |